# Comuna de Głuchołazy
Głuchołazy (polaco: Gmina Głuchołazy) é uma gminy (comuna) na Polónia, na voivodia de Opole e no condado de Nyski. A sede do condado é a cidade de Głuchołazy.
De acordo com os censos de 2004, a comuna tem 25 994 habitantes, com uma densidade 154,7 hab/km².

## Área
Estende-se por uma área de 167,98 km², incluindo:
- área agricola: 69%
- área florestal: 18%

## Demografia
Dados de 30 de Junho 2004:
|                      | Total   | Total | Mulheres | Mulheres | Homens  | Homens |
| -------------------- | ------- | ----- | -------- | -------- | ------- | ------ |
|                      | pessoas | %     | pessoas  | %        | pessoas | %      |
| População            | 25 994  | 100   | 13 471   | 51,8     | 12 523  | 48,2   |
| Densidade (pop./km²) | 154,7   | 100   | 80,2     | 80,2     | 74,6    | 74,6   |

De acordo com dados de 2002, o rendimento médio per capita ascendia a 1052,82 zł.

## Comunas vizinhas
- Nysa, Otmuchów, Prudnik.